# رونكو بييليز
رونكو بييليز هي بلدية تقع في مقاطعة بييلا في إقليم بيدمونت الإيطالي، على بُعد حوالي 80 كيلومترًا شمال شرق تورينو وحوالي 100 كيلومتر شمال غرب ميلانو.
يحد رونكو بيلليسي البلديات التالية: بييلا، بيتينينغو، تيرنينغو، فالدينغ، وفيليانو بيلليسي، وزومايليا. كانت في الماضي مركزًا مهمًا لصناعة الطين المحروق.

## التطور الديموغرافي
يوضح الشكل البياني التالي، ازدياد اعداد السكان من سنة (1861-2011).